# Agrilus torquatus
Agrilus torquatus är en skalbaggsart som beskrevs av Leconte 1860. Agrilus torquatus ingår i släktet Agrilus och familjen praktbaggar. Inga underarter finns listade i Catalogue of Life.